# Sven van Thom
Sven van Thom (* 1977 in Bernau bei Berlin; eigentlich Sven Rathke) ist ein deutscher Gitarrenpop-Musiker, Unterhaltungskünstler und Musikproduzent der im Jahr 2008 mit seiner Debütsingle Trauriges Mädchen und dem Album Phantomschmerz auf sich aufmerksam machte und die deutschen Charts erreichte. Neben seinem Bühnenpartner Martin Gottschild ist er der musikalische Teil des Comedy-Duos „Tiere streicheln Menschen“.

## Stil
Sven van Thoms Hauptinstrument ist die Gitarre. Sein Stil kann daher weitestgehend als Gitarrenpop bezeichnet werden. Gelegentlich produziert er jedoch auch Lieder im Stil des Hip-Hops oder des Electropop und tritt damit auch live auf. Auch Schlagerparodien findet man in seinem Repertoire. Seit 2017 schreibt und produziert van Thom vermehrt auch Popmusik für Kinder.
Sowohl textlich als auch musikalisch schwanken van Thoms Tonträger und Konzerte zwischen extremer Albernheit und tiefer Melancholie.
Neben der Gitarre spielt van Thom E-Bass, Keyboard, Schlagzeug, Ukulele und Blockflöte. Bei Auftritten spielt er hin und wieder auch ein Theremin, und er bedient den Looper, ein technisches Hilfsgerät, mit dem der Musiker eine Sequenz aufnehmen und sich dabei selber begleiten kann, um mehrere Stimmen übereinander zu schichten. Seit seinem zweiten Soloalbum spielt van Thom nahezu alle Instrumente selber ein. Gelegentlich arbeitet er mit der Cellistin Anne Müller und der Sängerin Larissa Pesch zusammen.

## Biografie
Sven Rathke wuchs in Stolzenhagen nördlich von Berlin auf. Er träumte bereits seit seinem 13. Lebensjahr von einer Musikerkarriere. Vor seiner Solokarriere war er bereits seit 1998 als Sänger und Gitarrist von Sofaplanet sowie seit 2003 (unter dem Künstlernamen Remmidemmi) bei Beatplanet aktiv. Daneben betrieb er ein Soloprojekt namens „Psychoterrorismus“.
Der Künstlername Sven van Thom ist ein Wortspiel mit dem Begriff „Phantom“. Am 22. August 2008 veröffentlichte er die erste Single unter dem Namen Trauriges Mädchen, ein Duett mit der Hamburger Sängerin Synje Norland. Der Song erreichte weite Bekanntheit, als er in einem ProSieben-Trailer verwendet wurde. Im zugehörigen Musikvideo spielt Juli-Sängerin Eva Briegel die Hauptrolle. Das Debütalbum Phantomschmerz, das Sven als Co-Produzent zusammen mit dem Flensburger Produzententeam von Elephant Music produzierte, wurde am 5. September 2008 veröffentlicht. Das Album erschien bei der Plattenfirma Warner Music in Kooperation mit Starwatch Entertainment.
Am 13. Februar 2009 hat Sven van Thom mit dem Titel Jaqueline (ich hab Berlin gekauft) das Bundesland Brandenburg beim Bundesvision Song Contest vertreten und belegte den 9. Platz. Im selben Jahr tourte er mit seiner fünfköpfigen Begleitband „Die stahlharten Bäuche“ und Synje Norland durch Deutschland. Er kann auch bereits auf erfolgreiche Live-Auftritte im Admiralspalast sowie in zahlreichen großen deutschen Städten verweisen. 2012 erschien sein zweites Album Ach! bei Roof Music. 2015 folgte das dritte Album So geht gute Laune, das bei Loob Musik erschien.

## Tiere streicheln Menschen
Martin Gottschild (genannt Gotti) gründete die sogenannte Actionlesung „Tiere streicheln Menschen“ im Jahr 2003 und trat für einige Jahre in unregelmäßigen Abständen in Berlin auf. Sven van Thom war bald regelmäßig als musikalischer Gast dabei, der ein oder zwei Lieder zu den jeweiligen Abenden beisteuerte. Etwa ab 2007, nach dem Ende ihrer gemeinsamen Band Sofaplanet, begannen Gottschild und van Thom „Tiere streicheln Menschen“ zu einer monatlichen Veranstaltung in Berlin zu entwickeln. Seitdem bestreiten die beiden dieses Unterhaltungsprogramm abwechselnd mit ausgewogenen Rollen: Gottschild liest selbstgeschriebene Kurzgeschichten, und van Thom spielt seine Lieder. 2014 erschien die gemeinsame CD Tiere streicheln Menschen – Ihre gröbsten Erfolge. Dem Tonträger lag eine Bonus-CD namens „Fünf Füße für ein Halleluja“ bei. Das gleichnamige Hörspiel-Musical schrieben Gottschild und van Thom gemeinsam mit dem Berliner Musiker Matthias Schrei, auch bekannt als Blockflöte des Todes. Unter dem Namen „Fünf Füße für ein Halleluja“ gingen die drei gemeinsam auf Tour.
„Tiere streicheln Menschen“ treten weiterhin erfolgreich regelmäßig in diversen Städten Deutschlands auf und konnten ihre Bekanntheit vor allem im Ostteil des Landes durch ihre Radiopräsenz steigern.

## Radiokolumnen
Von Januar 2014 bis April 2016 produzierte Sven van Thom gemeinsam mit Martin Gottschild die wöchentliche Radiorubrik „Tiere streicheln Menschen“ für den Sender radioEins, die freitags, innerhalb der Sendung „Die schöne Woche“ ausgestrahlt wurde. Darin verwendeten sie sowohl Aufnahmen ihrer gemeinsamen Liveauftritte, als auch ausproduzierte Studioaufnahmen von van Thoms Liedern. Als Gottschild im Mai 2016 begann, gemeinsam mit Tommy Wosch die Sendung RadioZwei (ebenfalls auf radioEins) zu moderieren, übernahm van Thom die Aufgabe, jede Woche ein Lied zum aktuellen Zeitgeschehen zu schreiben und aufzunehmen, welches unter dem Namen „Pudding mit Frisur“ innerhalb der Sendung ausgestrahlt wurde. Zwischen Mai 2016 und Juli 2018 entstanden so mehr als 80 Lieder, die sich den Themen Politik, Gossip und Skurriles widmen. Im Januar 2017 veröffentlichte Sven van Thom die CD Pudding mit Frisur, Teil 1. Diese beinhaltet alle 27 Lieder, die er im Jahr 2016 für seine Radiokolumne produziert hatte. Im Februar 2018 folge das Doppelalbum Pudding mit Frisur, Teil 2 mit allen 40 Radioliedern aus dem Jahr 2017.

## Kinderlieder
Im Herbst 2017 erschien mit Mein neuer Bruder Sven van Thoms erstes Kinderlied auf dem erfolgreichen Kinderlieder-Sampler Unter meinem Bett 3 bei der Verlagsgruppe Oetinger. Im September 2018 erschien ebenda van Thoms erste Kinderlieder-CD namens Tanz den Spatz. Sie enthält 13 Lieder, die musikalisch zwischen Gitarrenpop und teilweise auch Hip-Hop zu verorten sind. Die Texte behandeln Kinderthemen, die teilweise in einer relativ erwachsenen Sprache daherkommen.
Im Jahr 2021 erschien das Album Spuckepack mit 14 neuen Kinderliedern.

## Diskografie
Alben
- 2008: Phantomschmerz
- 2010: Tiere streicheln Menschen (zusammen mit Martin Gottschild)
- 2011: Tiere streicheln Menschen – Die Schwarte Mamba [Ein Hörbuch wie ein Fäustling] (zusammen mit Martin Gottschild)
- 2012: Ach!
- 2014: Tiere streicheln Menschen – Ihre gröbsten Erfolge (zusammen mit Martin Gottschild)
- 2014: Tiere streicheln Menschen – Fünf Füße Für Ein Halleluja (zusammen mit Martin Gottschild und Blockflöte des Todes)
- 2015: So geht Gute Laune
- 2015: Die dunkle Seite des hellen Wahnsinns (nur digital)
- 2017: Pudding mit Frisur, Teil 1
- 2018: Pudding mit Frisur, Teil 2
- 2018: Tanz den Spatz – Kinderlieder
- 2019: Pudding mit Frisur, Teil 3
- 2021: Liebe & Depression
- 2021: Spuckepack – Neue Kinderlieder
- 2021: Tiere streicheln Menschen – Zwei Enkel auf Erden (zusammen mit Martin Gottschild)

EPs
- 2012: Irgendwann
- 2013: Creme

Singles
- 2008: Trauriges Mädchen (mit Synje Norland)
- 2009: Schatz, halt’s Maul
- 2012: Seit du weg bist
- 2013: Rap
- 2015: Woanders ist auch nicht schön
- 2020: Corona (alles so wie immer)
- 2020: Ich hab den Müll rausgebracht
- 2020: Danke, gut